# 三座屋 (觀音區)
三座屋，是臺灣桃園市觀音區的一個傳統地域名稱，位於該區南部偏西。相較於今日行政區，其範圍大致包括新興里不含東北部狹長地帶、三和里不含東端凸出部分及東北端凸出部分、觀音里最南端、武威里東南部狹長地帶、保生里茄苳坑凸出部分。

## 歷史
台灣清治末期至日治初期，三座屋地區為一街庄，稱為「三座屋庄」，隸屬於竹北二堡。該庄西北與大潭庄、石觀音庄、白沙墩庄為鄰，東北與坑尾庄為鄰，南邊為石磊仔庄，西邊為茄苳坑庄。
1901年（日治明治三十四年）11月，全台廢縣廳改設二十廳，該庄隸屬於桃仔園廳。1903年（明治三十六年），改名桃園廳。1909年（明治四十二年）10月，合併二十廳為十二廳，該庄隸屬不變。1920年（大正九年），廢十二廳改設五州二廳，該庄改制為「三座屋」大字，隸屬於新竹州中壢郡觀音庄，大字下有「三座屋」、「橫圳頂」、「新興」小字名。
戰後觀音庄改制為觀音鄉，隸屬於新竹縣，大字亦改制為村。1950年桃、竹、苗分治，觀音鄉改隸屬於桃園縣。2014年12月，桃園縣升格為直轄桃園市，觀音鄉改制為觀音區，村亦改制為里。

## 聚落
本地區發展較早的聚落有三座屋、橫圳頂、新興等，在日治期初期的官方地圖上已有記載。此外，本地區尚有茄苳坑、橫圳頭等聚落。

## 交通
省道台15線（大觀路一段～二段）是關渡至香山的傳統北台灣西部海岸平面幹道，大致以東北—西南走向轉東南—西北走向經過三座屋地區北端。由該道路向東北轉東北東可前往大園、坑子口、大南灣、八里等地，向西北轉西南可前往崁頭厝、紅毛港、坑子口樹林子（坑子口地區北部）、貓兒錠、舊港等地，其中坑子口樹林子至貓兒錠南端鳳山溪橋路段與省道台61線（西部濱海快速公路）共構。該道路經過本地區的路段為觀音市區南側外環道的一部分。
省道台66線為於東西向快速道路系統「東西向快速公路－觀音大溪線」，大致以西北—東南走向蜿蜒穿越三座屋地區，境內於西北側區道桃94線延伸道路交會處設有「黃厝平交路口」，東南側市道115號交會處設有「觀音一交流道」。由該道路向西北可前往觀音大潭以連接省道台61線（西部濱海快速道路），向東南可前往新屋、平鎮、大溪南興，可在平鎮系統交流道連接國道1號，亦可在終點處轉市道112甲線經由大溪交流道連接國道3號。
市道115號（文化路坑尾段～石橋段）是觀音至芎林的道路，大致以北北西—南南東走向蜿蜒經過本地區東北部邊界地帶及東南部，並分別與省道台15線、台66線交會於本地區最北角及東南部。由該道路向北北西可前往觀音市區並止於市道112號路口，向南南東可前往新屋、楊梅、新埔等地。
區道桃87線（金橋路新興段、華興路）是金湖至後湖的道路，也是本地區東南部的橫向道路，大致以東北—西南走向經過本地區後轉西北—東南走向。由該道路向東北可前往金湖並止於市道112號路口，向東南可前往石磊子並止於市道115號路口。
區道桃92線是大潭海邊至石磊的道路，大致以北北西—南南東走向轉西北—東南走向經過本地區西南部邊界地帶。由此道路向北北西可前往小飯壢、林厝（林屋）後止於省道台61線（西部濱海快速公路）路口，師東南可前往。